# Экув
Экув (фр. Écouves) — новая коммуна на северо-западе Франции, находится в регионе Нормандия, департамент Орн, округ Алансон, центр кантона Экув. Расположена в 10 км к северу от Алансона, в 7 км от автомагистрали N12. 
Население (2018) — 1 695 человек. 

## История
Коммуна Экув образована 1 января 2016 года путем слияния трех коммун:
- Вин-Анап
- Радон
- Форж

Центром новой коммуны является Радон. От него к новой коммуне перешли почтовый индекс и код INSEE. На картах в качестве координат Экува указываются координаты Радона.

## Достопримечательности
- Церковь Святого Мартина XVII века в Радоне
- Церковь Нотр-Дам XIX века в Вин-Анапе
- Шато д'Авуаз XIX века

## Экономика
Уровень безработицы (2018) — 9,5 % (Франция в целом —  13,4 %, департамент Орн — 10,4 %). 

Среднегодовой доход на 1 человека, евро (2018) — 23 240 (Франция в целом — 21 730, департамент Орн — 20 140).

## Администрация
Пост мэра Экува с 2016 года занимает Ален Мейер (Alain Meyer). На муниципальных выборах 2020 года возглавляемый им список был единственным.
| Период | Период | Фамилия     | Партия | Примечания        |
| ------ | ------ | ----------- | ------ | ----------------- |
| 2016   | 2016   | Леон Тюльез |        | бывший мэр Радона |
| 2016   |        | Ален Мейер  |        | работник больницы |

## Знаменитые уроженцы
- Поль Ле Флем (1881-1984), композитор, хоровой дирижёр и музыкальный педагог